# Oyedaea
Oyedaea, rod glavočika iz Južne i Srednje Amerike, smješten u podtribus Ecliptinae. Postoje 24 priznate vrste. Tipična je Oyedaea verbesinoides iz Kostarike, Paname, Venezuele i Kolumbije.

## Vrste
1. Oyedaea bahiensis Baker
2. Oyedaea boliviana Britton
3. Oyedaea bullata J.Kost.
4. Oyedaea buphthalmoides DC.
5. Oyedaea camargoana (S.Díaz) S.Díaz
6. Oyedaea cuatrecasasii Pruski
7. Oyedaea huilensis Cuatrec.
8. Oyedaea hypomalaca (Steyerm.) Lapp
9. Oyedaea jahnii S.F.Blake
10. Oyedaea lanceolata S.F.Blake
11. Oyedaea maculata S.F.Blake
12. Oyedaea neei Pruski
13. Oyedaea niquitaensis V.M.Badillo & Lapp
14. Oyedaea obovata S.F.Blake
15. Oyedaea ovata Benth. & Hook.f.
16. Oyedaea oxylepis S.F.Blake
17. Oyedaea peracuminata V.M.Badillo & Lapp
18. Oyedaea reticulata S.F.Blake
19. Oyedaea rusbyi S.F.Blake
20. Oyedaea scaberrima S.F.Blake
21. Oyedaea tepuiana (V.M.Badillo) Pruski
22. Oyedaea verbesinoides DC.
23. Oyedaea wedelioides S.F.Blake
24. Oyedaea wurdackii Pruski